# Hollandův tunel
Hollandův tunel je dálniční tunel na silnici Interstate 78 pod řekou Hudson spojující ostrov Manhattan v New Yorku s Jersey City ve státě New Jersey.

## Název
Tunel byl původně znám jako Automobilový tunel pod řekou Hudson (Hudson River Vehicular Tunnel) nebo Canal Street Tunel a spolu s Lincolnovým tunelem je jedním ze dvou dálničních tunelů pod řekou Hudson. Po smrti Clifforda Milburna Hollanda (1883 - 1924), hlavního inženýra projektu, který zemřel tři roky před dokončením, byl přejmenován na Hollandův tunel. Po jeho smrti tunel dokončil Ole Singstad.

## Historie

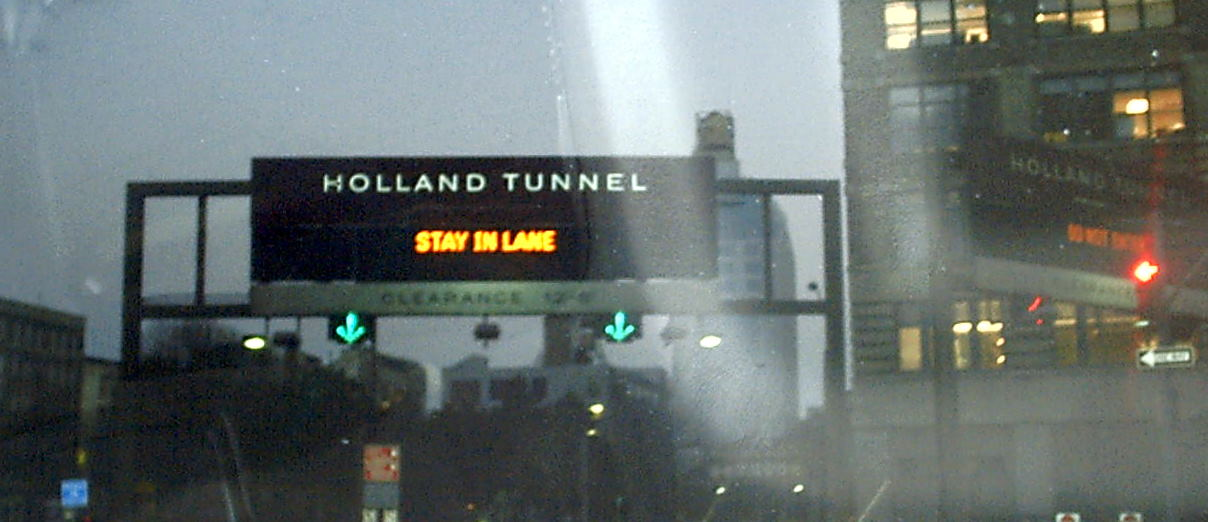
Vjezd do tunelu z New York City.

První koncept se objevil v roce 1906 kvůli nutnosti dopravního spojení New Yorku a New Jersey. Stavba začala v roce 1920 a byla dokončena roku 1927. Hollandův tunel byl prvním mechanicky odvětrávaným tunelem určeným pro automobily na světě. Tunel se skládá z dvojice tubusů, z nichž každý poskytuje dva jízdní pruhy (šířka silnice 6 metrů). Výška je 3,8 m. Severní tubus je dlouhý 2608 m, zatímco jižní je dlouhý 2551 m. Obě trubky jsou umístěny ve skalním podloží pod řekou, s nejnižším bodem vozovky přibližně 28 m pod hladinou.
Zajímavostí je, že se na jeho stavbě podílela rakovnická keramička RAKO, která do tunelu dodala 15 000 čtverečních metrů obkladaček Tunelia, vyráběných v Rakovníku speciálně pro tuto zakázku v barvě převážně bílé, modré a oranžové. Rozměr obkladaček 108 x108 mm, odvozený z anglických měr, zůstal nadále již standardním formátem pro Tunelii. Za zmínku stojí, že ke kontrole výroby celé zakázky a k přejímání zboží byl do rakovnické továrny vyslán z Ameriky inženýr, který měl na starosti sledovat celou zakázku až po kompletní vyexpedování.
Frekvence provozu v Hollandově tunelu se v posledních letech udržela neměnná i přes přísná omezení provozu v reakci na útoky 11. září 2001, včetně zákazu komerčního provozu do New Yorku, zavedeného v srpnu 2004. V roce 2007 byl tunel používán 34 698 000 vozidly. To je o něco méně než 34 729 385 vozidel v roce 2006, ale více než 33 964 000 vozidel v roce 2005. Tunel byl určen národní kulturní památkou v roce 1993.
Stavba tunelu si vyžádala životy čtrnácti pracovníků.
Do tunelu se při jízdě na Manhattan platí mýtné 8 $ za automobil (6 $ mimo špičku E-ZPass). Za den projede tunelem průměrně 93 300 automobilů.

## Nehody a terorismus
- V roce 1949 vznikl požár kamionu převážejícího chemikálie a způsobil obrovské škody v jižním tubusu tunelu.[6] Ačkoliv nikdo nepřišel o život, požár měl za následek 66 zraněných a škodu téměř 600 000 dolarů na poškozené konstrukci.
- Po 11. září 2001 byl tunel uzavřen na téměř měsíc. Když byl znovu otevřen 15. října, byly přijaty nové bezpečnostní předpisy, které zakazují průjezd osobním autům s jen jedním pasažérem a nákladním automobilům.[7] Osobním autům s jedním pasažérem se zakazoval průjezd mezi 6:00 ráno až 10:00 dopoledne. Zákaz byl zrušen 17. listopadu 2003.[8]